# Cmentarz żydowski w Oslo
Cmentarz żydowski w Oslo (nor. Den gamle jødiske gravlunden i Sofienbergparken i Oslo) – cmentarz społeczności żydowskiej położony przy rogu ulic Helgesens gate i Rathkes gate. Jego historia sięga roku 1869, używany był do 1917. Łącznie znajduje się na nim 197, przy czym nie zachowało się aż tyle macew. Wśród pochowanych znajduje się wielu Żydów pochodzących z terenu Rzeczypospolitej.